# Ley de Godwin

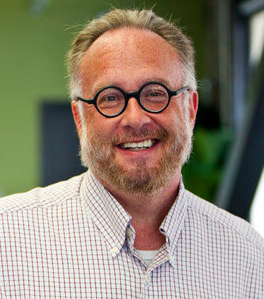
Mike Godwin.

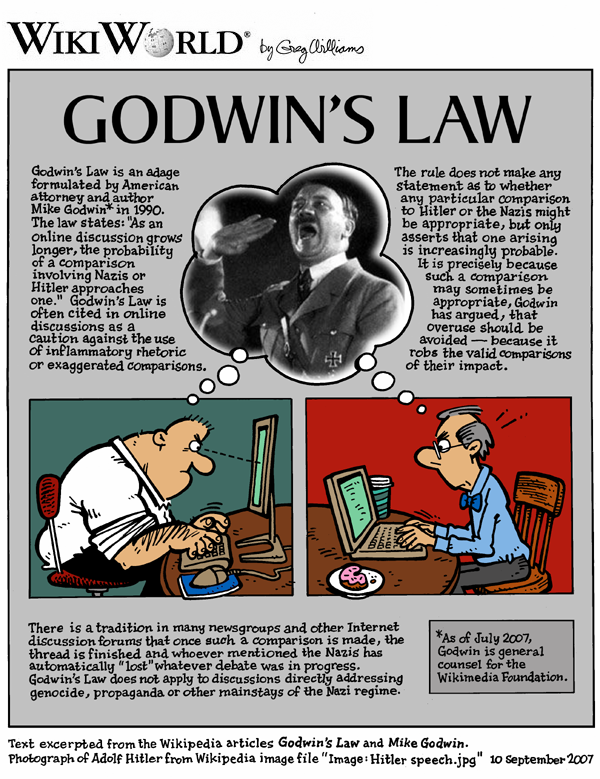
Ilustración (en inglés) del momento en el que una discusión pasa un determinado nivel de confrontación, lo que inevitablemente genera un punto de no retorno, con frecuencia fácilmente reconocible.

La ley de Godwin o regla de analogías nazis de Godwin es, en realidad, un adagio de Internet propuesto por Mike Godwin en 1990. Establece que: «A medida que una discusión en línea se alarga, la probabilidad de que surja una comparación con los nazis o con Hitler se aproxima a 1». En otras palabras, mientras más extenso sea un debate en Internet, es más probable que alguien mencione a Hitler o al nazismo como parte de su argumento.
Existe una tradición general en muchos grupos de noticias de Usenet: en cuanto se mencione una determinada comparación similar a la descrita en el enunciado, el hilo se cierra y quienquiera que la usara pierde la discusión. Así, la ley de Godwin proporciona un límite a los hilos en Usenet y otros grupos. De hecho, así es como muchos participantes conocen la ley.

## Origen
La autodenominada ley es epónima de su ideólogo, Mike Godwin, de la Electronic Frontier Foundation, y se popularizó a principios de los noventa. Richard Sexton asegura que es una formalización de un mensaje del 16 de octubre de 1989 enviada por él.

Se puede deducir que una discusión en Usenet caduca cuando uno de los participantes menciona a Hitler o a los nazis.

Al decir caducidad se refiere en esos espacios a dos hechos relacionados: 
1. El tema se habría desviado lo suficiente del asunto original, por lo que el hilo conductor y las ideas desarrolladas se distorsionan.
2. El hilo podría ser cerrado (y no permitir ya más comentarios) y pasar la discusión a otro hilo.

Así que el término caducidad implica una o ambas cosas, caducidad de la relación título-tema y caducidad de la función del servidor web de aceptar más entradas de texto.
Al considerar que el meme de comparaciones con los nazis en Usenet era ilógico y ofensivo, Godwin estableció la ley como un «contra-meme» en 1994 en un artículo sobre su ley. La función memética del enunciado es advertir a los participantes sobre las implicaciones de desviar un tema tanto hasta «comparar con los nazis».
Muchos la extendieron para establecer que quien los mencione como táctica argumentativa fuera del contexto bélico mundial o del Holocausto, pierde inmediatamente la discusión. La idea subyacente es el mal gusto de comparar trivialidades con genocidios.

## Objeciones y contraargumentos
Una objeción común es que, en determinadas ocasiones, hacer mención a Hitler o a los nazis es una manera totalmente apropiada de argumentar un punto de vista. Por ejemplo, si se discute los méritos relativos de un líder particular, y alguien dice algo como «es un líder bueno, mira cómo ha mejorado la economía», se podría decir que «el simple hecho de mejorar la economía no significa que sea un líder bueno. Incluso Hitler mejoró la economía». Algunos verían esta como una comparación válida, ya que se usa a Hitler porque es un líder a quien todos conocen y, por tanto, no es necesario explicar el ejemplo (pese al obvio Reductio ad Hitlerum).
Otros dirían, por el contrario, que la ley de Godwin es especialmente aplicable a la situación descrita, ya que la mera mención de Hitler es un llamamiento inevitable a las emociones y un ataque tácito ad hominem al líder objeto de la comparación, ambos inadmisibles. Hitler, en el nivel de la semiótica, tiene demasiadas connotaciones negativas como para usarlo como una comparación a cualquier otra cosa, con la excepción de otros dictadores despóticos. Así pues, y según esta última argumentación, la ley de Godwin permanece veraz y aplicable.
La respuesta típica de Godwin a esta objeción es hacer notar que la ley de Godwin no cuestiona si una referencia o comparación particular a Hitler o a los nazis sería apropiada o no, sino que, precisamente porque a veces tal referencia puede estar justificada, el uso como hipérbole de la comparación Hitler/nazi debe ser evitada. Evitar tal hipérbole, según declara, es una manera de asegurar que las comparaciones válidas tengan el impacto semántico apropiado.
La ley pretende evitar un abuso conversacional, porque muchas veces se los menciona simplemente para evocar el mal y una posible confrontación objetiva de hechos se convierte en una discusión subjetiva sobre el bien y el mal que la concluye. Este planteamiento es expresado con bastante claridad mediante la aseveración «Algo es malo, porque Hitler lo hizo» o «Algo no es una virtud, porque Hitler lo tenía». Sin embargo, a veces se lo menciona al margen de connotaciones.